# (33178) 1998 FL15
1998 أف أل 15 (ويعرف أيضًا باسم (33178) 1998 أف أل 15 وفق تسمية الكوكب الصغير) (بالإنجليزية: 1998 FL15)‏ هو كويكب ضمن حزام الكويكبات؛ وترتيبه 33178 من حيث الاكتشاف.
اكتُشف هذا الجُرم الفلكي بواسطة Frank B. Zoltowski ‏ في 27 مارس 1998.

## وصلات خارجية
- (33178) 1998 FL15 في قاعدة بيانات مختبر الدفع النفاث لأجرام النظام الشمسي الصغيرة

- الاكتشاف · مخطط المدار ·  العناصر المدارية · المعلمات المادية

- (33178) 1998 FL15 على موقع ويكي سكاي: DSS2, SDSS, GALEX, IRAS, Hydrogen α, X-Ray, Astrophoto, Sky Map, Articles and images